# 不破彦麿
不破 彦麿（ふわ ひこまろ、1865年11月21日（慶応元年10月4日） - 1919年（大正8年）9月2日）は、日本の農商務・内務官僚。官選佐賀県知事、山口県下関市長。族籍は福岡県士族。

## 経歴
筑前国福岡（現在の福岡県福岡市）荒戸町で、福岡藩士・不破国雄の長男として生まれる。1892年7月、帝国大学法科大学を卒業。同月、農商務試補に任官し参事官室に配属された。
以後、農商務参事官兼農商務大臣秘書官、同省特許局審判官、佐賀県事務官、兵庫県事務官・第一部長兼第三部長、東京府事務官・内務部長などを歴任。
1911年10月、佐賀県知事に就任。1914年6月9日、知事を休職。1917年10月、下関市長に就任。小学校の整備、市営火葬場の建設、下関駅－唐戸間臨港線の着工、竹崎魚菜市場の開場などに尽力。また1918年8月の米価大暴騰時に、困窮者のため朝鮮米を買付けて安価で販売を行った。1919年9月、在任中に死去した。

## 家族・親族
不破家
山口県下関市上田中町、福岡市荒戸町
- 父・國雄（福岡士族、岩永源八の二男）[3][4]

1846年 -
- 母・マツ（祖父・嘉右衛門の長女）[3][4]

1846年 -
- 弟
  - 熊雄[3][4]

1871年 -
  - 一氣（妻・節は大阪平民、黒田吉三郎の二女）[3][4]

1879年 -
  - 三餘[3][4]

1877年 -
  - 三郎[3][4]

1873年 -
- 妹
  - タマ（男爵・黒田一義の大叔父・八十雄の妻）[3][4]

1881年 -
  - サダ（福岡士族、宮井虎三郎の妻）[3][4]

1867年 -
- 妻・マサ（秋田県人・今井了忍の五女）[3][4]

1879年 -
- 男・健二郎[3][4]

1904年 -
- 女・キヨ[3][4]

1900年 -
- 二女・ハナ[4]

1901年 -
- 四女・シヅ[3][4]

1906年 -
- 二男・正彦[3][4]

1909年 -
- 三男・義雄[3][4]

1911年 -
- 四男・修平[3]

1915年 -